# Hemsleya gigantha
Hemsleya gigantha är en gurkväxtart som beskrevs av W.J. Chang. Hemsleya gigantha ingår i släktet Hemsleya och familjen gurkväxter. Inga underarter finns listade i Catalogue of Life.